# Филиппов, Андрей Станиславович
Андре́й Станисла́вович Фили́ппов (20 апреля 1959, Петропавловск-Камчатский — 13 июля 2022) — российский живописец, график, автор объектов и инсталляций.

## Биография
Родился в 1959 году в Петропавловске-Камчатском. Учился в Школе-студии МХАТ на постановочном факультете (1976—1981).
Принимая деятельное участие в выставках галереи APTART, Филиппов стал одним из лидеров нового поколения «московской концептуальной школы», для которого интерес к умозрительным конструкциям был совмещен с пристальным вниманием к деталям современной социальной реальности.
С началом перестройки художник активно занимается организацией клуба авангардистов (КЛАВА) — первой институции нового, свободного русского искусства. В 1990—2000-е годы Филиппов курировал выставки «Клуба», объединившего московских художников-концептуалистов разных поколений. В конце 1980-х Филиппов принимает участие в первых легальных показах актуального русского искусства за рубежом, на которых его эмблематичные инсталляции приобретают статус символов независимого искусства из СССР. В частности, речь идет об инсталляции «Тайная вечеря», впервые экспонировавшейся на выставке «Mosca — Terza Roma» (Рим, 1989). Название этой выставки было заимствовано непосредственно у Филиппова, для творчества которого историческая и геополитическая идея Москвы как Третьего Рима является основополагающей.
Работы Филиппова находятся в коллекциях Государственной Третьяковской галереи, Государственного Русского музея, Московского музея современного искусства, The Jane Voorhees Zimmerli Art Museum в Нью-Джерси, The Nasher Museum of Art at the Duke University в Дюрхеме, Музее современного искусства в Сент-Этьене, Ludwig Forum fuer Internationale Kunst в Аахене, Художественном музее Амоса Андерсона в Хельсинки.

## Избранные групповые выставки
- 1983 АРТART в натуре. Деревня Калистово. Московская область.
- 1983 АРТART за забором. Деревня Тарасовка. Московская область.
- 1984 АРТART. Moscow Vanguard in the ‘80s. Washington project for the Arts, Вашингтон
- 1984 Дальние, дальние страны. Галерея АРТART (квартира Н. Алексеева), Москва.
- 1984 Одесская выставка. Галерея АРТART (квартира Н. Алексеева), Москва.
- 1986 17-я выставка молодых художников Москвы. Дом художника на Кузнецком мосту, 11, Москва.
- 1987 Творческая атмосфера и художественный процесс. Первая выставка Клуба Авангардистов (КЛАВА). Выставочный зал Пролетарского района на Восточной улице, Москва.
- 1987 Ретроспекция творчества московских художников.
- 1957—1987. Любительское общество «Эрмитаж», выставочный зал на Профсоюзной, 100, Москва.
- 1987 Выставка в Аду, или выставка для жителей верхнего и нижнего мира (выставка Клуба Авангардистов). Пустырь в Орехово-Борисово, Москва.
- 1987 Кубизм (выставка Клуба Авангардистов). Квартирная галерея Д. Врубеля, Москва.
- 1988 Выставка в бане (выставка Клуба Авангардистов), мужское отделение Сандуновских бань, Москва.
- 1988 Лабиринт. Московский дворец молодежи, Москва. 1988 Вторая выставка Клуба Авангардистов. Выставочный зал Пролетарского района в Пересветовом переулке, Москва.
- 1989 Momentaufnahme: Junge Kunst aus Moskau. Stadtmuseum Munster, Мюнстер; ВВК, Кельн; Ravensberger Spinnerei, Билефельд, Германия.
- 1989 De la revolution a la perestroika. Art Svietique de la Collection Ludwig. Musee d’Art Moderne, Сент-Этьен, Франция.
- 1989 Mosca: Terza Roma, Sala 1, Рим.
- 1990 In de USSR en Erbuiten. Stedelijk Museum, Амстердам.
- 1990 UdSSR Heute: Sowietische Kunst aus der Sammlung Ludwig. Neue Galerie, Ахен, Германия.
- 1990—1991 Between Spring and Summer: Soviet Conceptual Art in the Era of Late Communism. Tacoma Art Museum, Такома; Institute of Contemporary Art, Бостон; Des Moines Art Center, Де-Мойн,США.
- 1991 BiNationale (Israelische- Sowjetische Kunst um 1990). Kunsthalle Dusseldorf,Дюссельдорф, Германия; The Israel Museum, Иерусалим, Израиль; Центральный дом художника, Москва.
- 1991 MANI Museum- 40 Moskauer Kunstler. Kermeliterkloster, Франкфурт на Майне, Германия.
- 1992 3 International Istanbul Biennale. Стамбул, Турция
- 1992—1993 a Mosca, … a Mosca. Villa Campoleto, Геркуланум; Galleria Comunale d’Arte Moderna, Болонья, Италия.
- 1994 II Cetinjski Bijenale. Цетине, Черногория.
- 1994—1996 New Russian Art: Paintings from the Cristian Keesee Collection. The Jones Jr. Museum of Art, University of Oklahoma, Норман; Chicago Cultural Center, Чикаго; University Art Museum, University of Southwestern Louisiana, Лафайет, США.
- 1995 Kunst im verborgenen. Nonkonformisten Russiland 1957—1995. Wilhelm-Hack-Museum, Людвигсхафен-не-Рейне; documenta-Halle, Кассель; Staatliches Lindenau-Museum, Альтенбург, Германия; Центральный выставочный зал «Манеж», Москва.
- 1995 In Moskau… in Moskau… Badischer Kunstverein, Карлусре, Германия.
- 1996 В гостях у сказки. Изучение корней и древа московского концептуализма. Центр современного искусства, Москва.
- 1997 Экология пустоты (выставка Клуба Авангардистов) Институт проблем современного искусства, Москва.
- 1998 Родина. Дом-музей И. Е. Репин, село Ширяево, Самарская область.
- 1999—2000 Родина или смерть (выставка Клуба Авангардистов). Зверевский центр современного искусства, Москва; Музей нонконформистского искусства (Пушкинская, 10), Санкт-Петербург.
- 2000 Red Sqare- White tower. Volgo Balt freighter. Салоники, Греция.
- 2000 Любовники КлАвы. Центральный дом художника, Москва.
- 2002 Актуальная русская живопись 1992—2002. Государственный выставочный зал «Новый манеж», Москва.
- 2003 Moskauer Konzeptualismus. Kupferstichkabinett, Берлин.
- 2003 Nene Ansatze. Zeitgenossiche Kunst aus Moscau. Kunsthalle Dusseldorf, Дюссельдорф, Германия.
- 2003—2004 Berlin- Moskau/Москва-Берлин. 1950—2000. Martin-Gropius-Bau, Берлин; Государственный исторический музей, Москва.
- 2004—2005 Warszawa-Moskva/Москва- Варшава.
- 1900—2000. Zacheta Narodowa Galeria Sztuki, Варшава; Государственная Третьяковская галерея, Москва.
- 2005 Россия-2. Центральный дом художника, Москва.
- 2005 Сообщники. Государственная Третьяковская галерея, Москва.
- 2005 Apt-Art. 1982—1984. Е. К. АртБюро, Москва. 2006 Осторожно, стекло. Государственный музей изобразительных искусств им. А. С. Пушкина, Москва.
- 2006 Artists Against the State: Perestroika Revisited. Ronald Feldman Fine Arts, Нью-Йорк.
- 2006 Modus R: Russian Formalism Today. Newton Building, Майами, США.
- 2007 Горе от ума. Государственный литературный музей, Москва.
- 2007 Движение. Эволюция. Искусство. Фонд культуры «Екатерина», Москва.
- 2007 Соц-арт. Государственная Третьяковская галерея, Москва.
- 2007 First Thessaloniki Biennale of Contemporary Art. Салоники, Греция.
- 2008 Die totale Aufklarung- Moskauer Konzeptunst. Schirn Kunstalle, Франкфурт-на-Майне, Германия;
- 2008 La Ilustracion Total Arte Conceptual De Moscu (1960—1990) Fundacion Juan March, Мадрид.
- 2008 Яблоки падают одновременно в разных садах: выставка молодых художников. Центр современного искусства «Винзавод», Москва.
- 2008 Russian Dreams… Bass Museum of Art, Майами, США.
- 2009 Европейская мастерская: творчество в общем культурном пространстве. Центральный дом художника, Москва.
- 2009 Мертвые души. Государственный литературный музей, Москва.
- 2010 Двоесловие/Диалог. Притвор Домвого храма святой мученица Татианы при МГУ им. Ломоносова.
- 2010 Glasnost: Soviet Non-Conformist Art from the 1980. Haunch of Venison, Лондон.
- 2011 Поле действия. Московская концептуальная школа и её контраст. 70-80е годы XX века. Фонд культуры «Екатерина», Москва.
- 2012 Норман. Архетипические вариации. Государственный центр современного искусства, Москва.

## Избранные персональные выставки
- 1990 — «Two in Power Two». Krings-Ernst Galerie, Кельн, Германия.
- 1993 — «Ausflug». L-галерея, Москва.
- 1993 — «Die zehn Erscheinungen». Krings-Ernst Galerie, Кельн, Германия.
- 2000 — «The end of the Light». Altes Lampenwerk, Оберурзель, Германия.
- 2003 — «Небесные лыжи — Реактивные ангелы». Е. К. АртБюро, Москва.
- 2003 — «Ночь перед Рождеством». Е. К. АртБюро, Москва.
- 2004 — «Над пропастью во ржи». Е. К. АртБюро, Москва.
- 2006 — «Saw it! Loft Spinnerei». Лейпциг, Германия.
- 2008 — «Мертвое море». Е. К. АртБюро, Москва.
- 2009 — «Фрагма, Прагма и Энигма» (Совместно с Юрием Альбертом и Виктором Скерсисом). ПRОЕКТ_FАБRИКА, Москва.
- 2009 — «Свистать всех наверх!». Е. К. АртБюро, Москва.
- 2009 — 2009 Show and Tell. «Художник и его модель». (Совместно с Юрием Альбертом и Виктором Скерсисом) Stella Art Foundation, Москва.
- 2010 — «Подражание Матросову». Е. К. АртБюро, Москва.
- 2010 — «Забор воды». (Совместно с Юрием Альбертом и Виктором Скерсисом). ПRОЕКТ_FАБRИКА, Москва.
- 2011 — «Местечко» (Подражание Звездочетову). Е. К. АртБюро, Москва.
- 2011 — «Поле действия». Мультимедиа Арт Музей, Москва.
- 2011 — «Книжники» (совм. с Юрием Альбертом и Виктором Скерсисом). State Museum of Contemporary, Салоники, Греция.
- 2011 — 2011 «Метаморфей» (совм. с Юрием Альбертом и Виктором Скерсисом) Slella Art Foundation, Москва.
- 2011 — 2012 «Веерное отключение». Stella Art Foundation, Москва
- 2015 — «Департамент орлов», Фонд культуры «Екатерина», Москва